# Zandvoorde
Zandvoorde är en ort i Belgien. Den ligger i provinsen Västflandern och regionen Flandern, i den västra delen av landet. Zandvoorde ligger 40 meter över havet och antalet invånare är 474.
Terrängen runt Zandvoorde är platt.
Runt Zandvoorde finns gräsmarker och jordbruksmark.